# وقافي (بكيل المير)

تعديل مصدري - تعديل

وقافي هي إحدى قرى عزلة ذو محمد وذو حسين بمديرية بكيل المير التابعة لمحافظة حجة، بلغ تعداد سكانها 266 نسمة حسب تعداد اليمن لعام 2004.